# Monocerellus montanus
Genre
Espèce
Monocerellus montanus, unique représentant du genre Monocerellus, est une espèce d'araignées aranéomorphes de la famille des Linyphiidae.

## Distribution
Cette espèce est endémique de Russie. Elle se rencontre dans le Nord de l'Oural sur le versant Est.

## Description
Le mâle holotype mesure 1,50 mm.

## Publication originale
- Tanasevitch, 1983 : New genera and species of spiders of the family Linyphiidae from the polar Urals. Zoologicheskii zhurnal, vol. 82, p. 215-221.